# Souleymane Anne
Souleymane Anne, né le 5 décembre 1997 à Orléans. Il née dans une famille Mauritanienne où il a une sœur jumelle Houleye ANNE. Souleymane Anne est un footballeur international mauritanien qui évolue au poste d'attaquant à l'Al-Kharaitiyat SC.

## Biographie

### En club
Passé par les équipes de jeunes du FCO Saint-Jean-de-la-Ruelle, il fait ses débuts en senior avec la SMOC Saint-Jean-de-Braye en 2015 en Régional 1. Un an plus tard, il rejoint l'USM Saran (en) qui évolue dans la même division.
En juillet 2017, il tente sa chance en National 2 du côté de l'EFC Fréjus Saint-Raphaël. Il n'y reste que quatre mois, et s'engage ensuite à l'Angoulême CFC en National 3.
A l'issue de la saison 2017-18, il rejoint le FC Aurillac-Arpajon CA, toujours en National 3.
Il signe son premier contrat professionnel en s'engageant pour deux ans avec l'EA Guingamp en juillet 2019.

### En équipe nationale
Il fait ses débuts avec la Mauritanie le 26 mars 2019 lors d'une défaite 3-1 face au Ghana en match amical.
Il est ensuite sélectionné pour participer à la Coupe d'Afrique des nations 2019, et entre jeu lors du match nul 0-0 face à la Tunisie. En décembre 2023, il est retenu dans la liste des vingt-cinq joueurs mauritaniens sélectionnés par Amir Abdou pour disputer la Coupe d'Afrique des nations 2023.